# Klockmanniet
Het mineraal klockmanniet is een koper-selenide met de chemische formule CuSe.

## Eigenschappen
Het opake donkergrijze tot blauwzwarte mineraal heeft een vervormde covelliet structuur en een hexagonaal kristalstelsel met ribben: a = 1420,6 pm, c = 1725 pm. De ruimtegroep is P63/mmc. De gemiddelde dichtheid is 5,99 en de hardheid 2 tot 2,5. Het mineraal is niet radioactief.

## Naamgeving
Het mineraal klockmanniet is genoemd naar de Duitse mineraloog Friedrich Klockmann (1857-1937) uit Aken.

## Voorkomen
Klockmanniet wordt vooral gevonden in gebieden met hydrothermale activiteit, en de typelocatie is Sierra de Umango, La Rioja, Argentinië.